# Клемпо
„Клемпо“ је југословенски филм из 1958. године. Режирао га је Никола Танхофер, а сценарио је писао Вјекослав Добринчић.

## Улоге
| Глумац           | Улога  |
| ---------------- | ------ |
| Ивица Балић      | Ратко  |
| Маријан Бартолић | Клемпо |
| Дарко Биђин      | Вижла  |
| Вјекослав Павић  | Бумбар |
| Мирослав Шегрт   | Миле   |